# Miehtjerjåhkå
Miehtjerjåhkå är ett vattendrag som börjar vid utloppet av Miehtjerjávrre, och som mynnar i sjön Njoammeljávrre. Vattendraget ligger helt i Jokkmokks kommun i Lappland och ingår i Luleälvens huvudavrinningsområde. Miehtjerjåhkå ligger i Padjelanta Natura 2000-område och är Njoammeljávrres största tillflöde.
Vattendraget faller 97 meter på en sträcka av en dryg km och vattnet forsar med stor kraft. För vandraren utgör den därför ett hinder då den inte går att vada varje år.

## Galleri

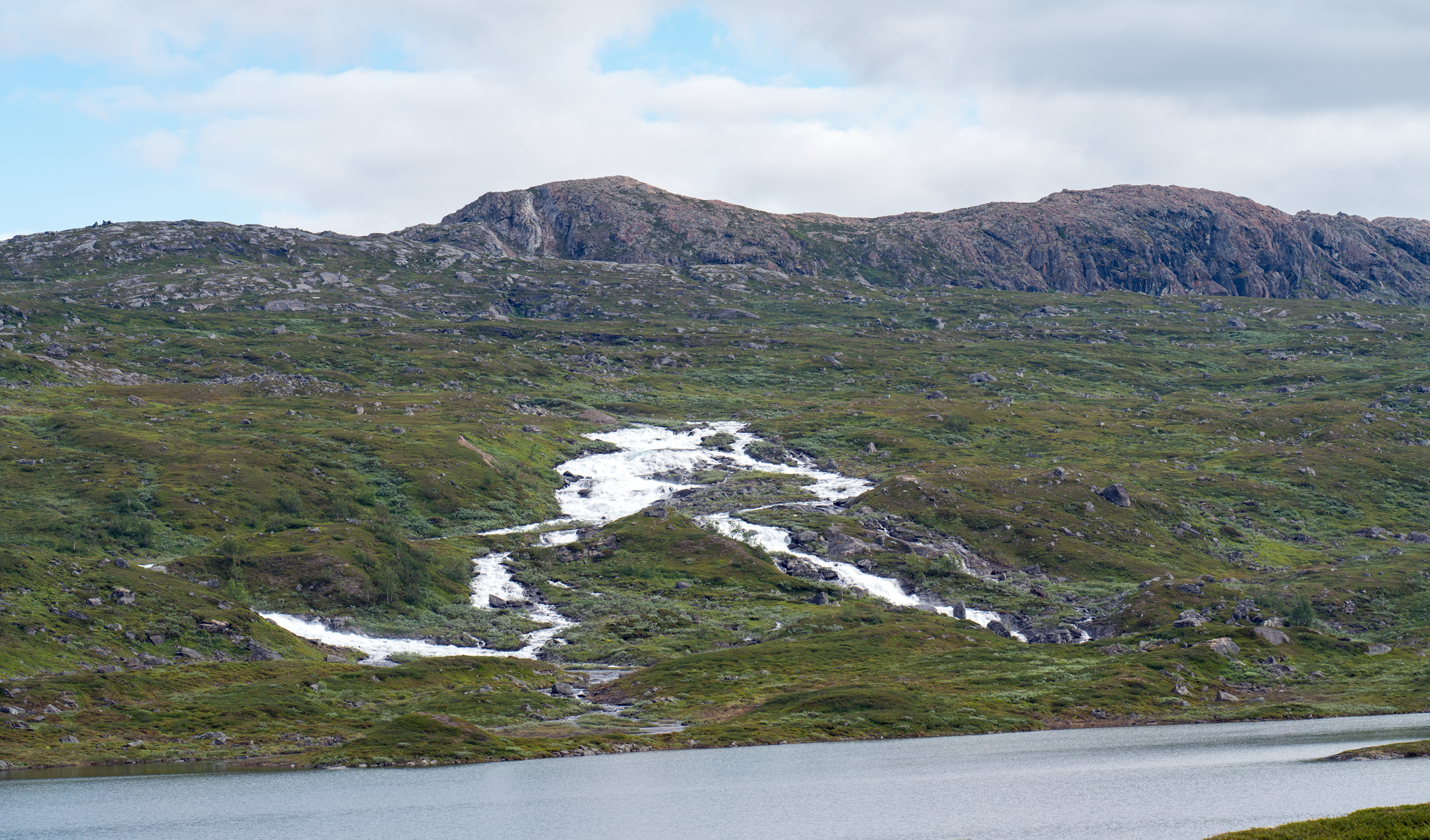
Miehtjerjåhkå rinner ner till Njoammeljávrre. Miehtjervárre i bakgrunden.
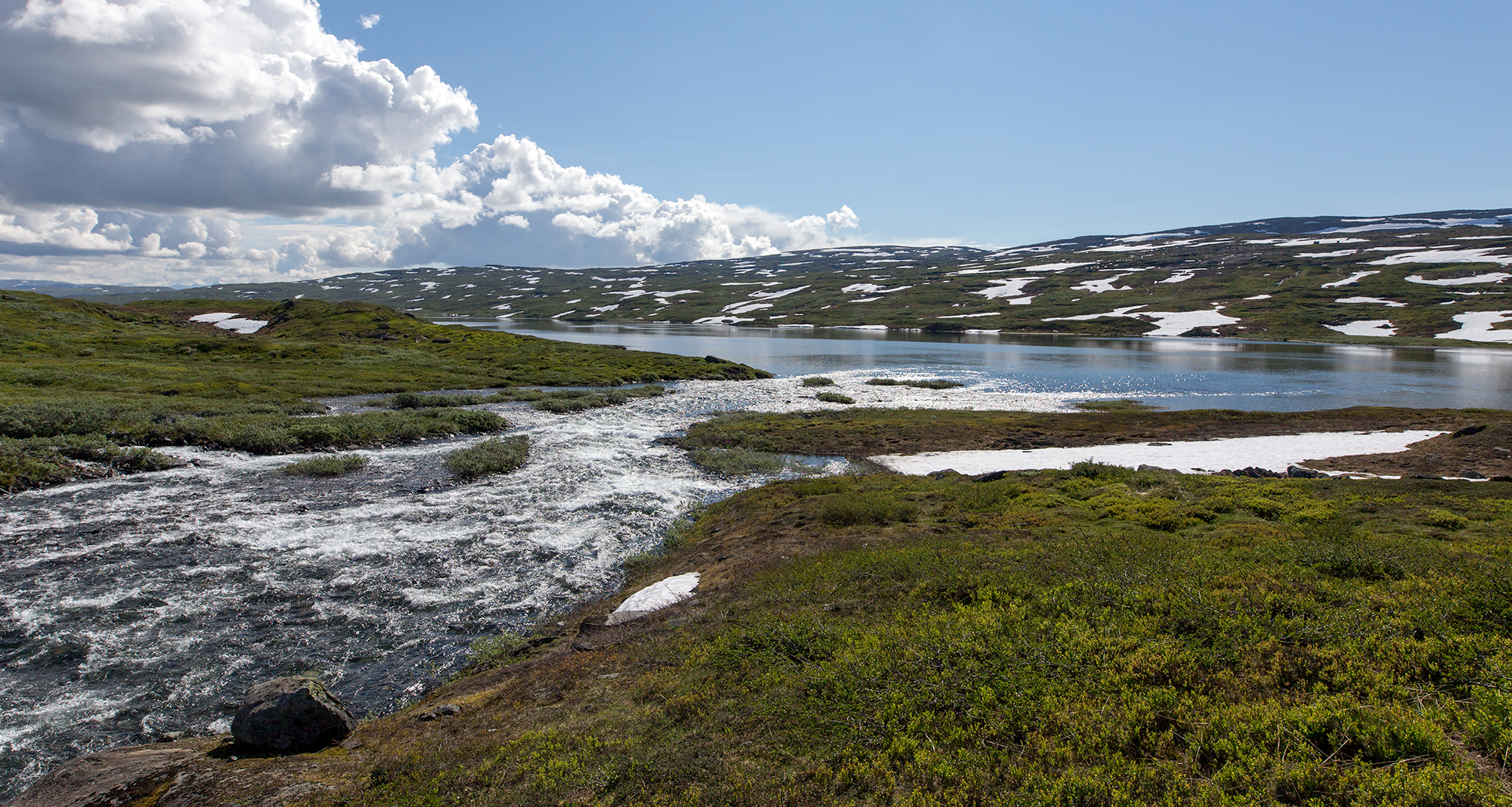
Inloppet i Njoammeljávrre - ovanligt hög vattenföring år 2017.
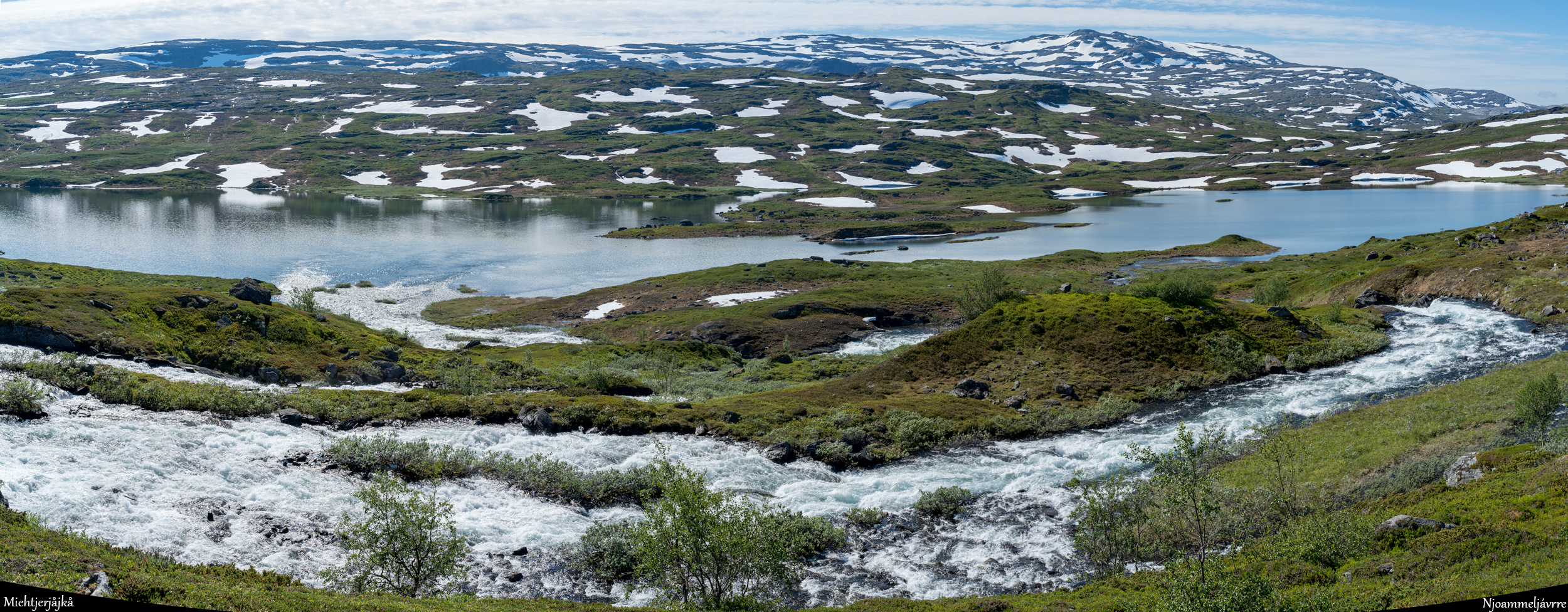
Miehtjerjåhkå rinner ner till Njoammeljávrre.